# Lupinus stipulatus
Lupinus stipulatus är en ärtväxtart som beskrevs av Jacob Georg Agardh. Lupinus stipulatus ingår i släktet lupiner, och familjen ärtväxter. Inga underarter finns listade i Catalogue of Life.